# 正義の女神

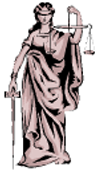
正義の女神

正義の女神（せいぎのめがみ）は、神話に登場する以下の女神である。
1. ギリシア神話の女神、テミス（Θέμις）。
2. ローマ神話の女神、ユースティティア(Jūstitia)。

この両女神はよく同一視される。

## 概説

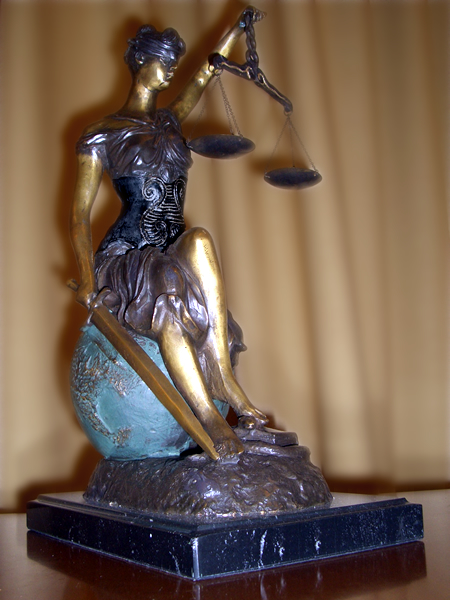
アメリカ司法省の225周年記念ブロンズ像。限定1776体。

剣と天秤を持つ正義の女神の姿は、司法、裁判の公正さを表す象徴、シンボルとして、古来より裁判所や法律事務所など、司法関係機関に飾る彫刻や塑像、絵画の題材として扱われてきた。現在は目隠しをした像が主流であるが、目隠しがないものも多い。最高裁判所、中央大学多摩キャンパス内、虎ノ門法曹ビル（東京都港区）、中央大学杉並高等学校、愛知県立津島高等学校など日本国内にもテミス像が存在する。弁護士バッジにも女神の天秤が描かれている。
英語では一般に固有の名前で呼ばれるよりも、単に Lady Justice （正義の女神）と呼ばれることが多く、固有の名前を用いるときは正義 (Justice) の語源ともなっているユースティティアと名付けられる場合が多い。タロットカードの大アルカナ11番（または8番）「正義」に描かれている剣と天秤を持った女性も、この「正義の女神」を擬人化したものである。
テミスとゼウスの娘アストライアー (Αστραία) やホーラーの一人ディケー（Δίκη）も正義を司る女神ではあるため、ユースティティアと同一視されることもある。しかしこれらの女神が司法の象徴として扱われることは稀である。星座上でおとめ座に属するアストライアーは、隣りのてんびん座の天秤を持っているという説もある。

## 各装備品の含意
彼女が手に持つ天秤は正邪を測る「正義」を、剣は「力」を象徴し、「剣なき秤は無力、秤なき剣は暴力」に過ぎず、正義と力が法の両輪であることを表している。目隠しは彼女が前に立つ者の顔を見ないことを示し、法は貧富や権力の有無に関わらず、万人に等しく適用されるという「法の下の平等」の法理念を表す。
目隠しはそもそも剣と天秤の含意する正義には矛盾する付加物であり、当初はおそらく逆の解釈であったと考えられる。15世紀末に見られる木版画ではさしあたり嘲笑目的の戯画としての意味があった。1495年の木版画では、馬鹿者が正義の女神の目に目隠しをしている。シュバルツェンベルグは1517年のバンベルク刑事裁判令のなかで、全裁判官合議体に馬鹿者の帽子と目隠しを着せて「法に逆らい悪い習慣に基づいて判決を出す。これぞこの盲目の馬鹿者の生業なり」と書いている。目隠しについて長尾龍一は正義の実力的側面に着目し、「正義の女神は娼婦であり、戦いの結果が明らかになった段階で勝者の胸に抱かれる。また闘争が起こり勝者が入れ替わると新たな勝者の胸に抱かれる。正義の女神は腕ずくで押さえこまねばならない」点の寓意したものと解釈する。
目隠しの寓意する意味はゲーテの時代には「人物の名声を顧慮しない公正さ」に転換しており、目隠しをした正義の女神像が製作されるようになったのは法の平等の理念が生じた16世紀頃以降で、19世紀頃より目隠しをした像が主流になる。また目隠しを取った状態の、全体を見通して公正な判断を下す女神とされているケースもある。

## 彫刻・絵画

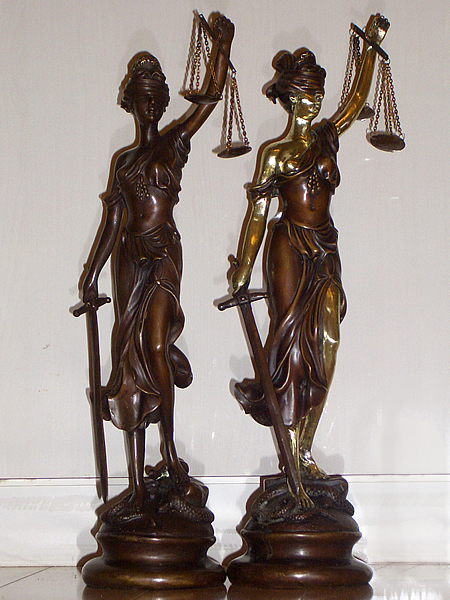
テミス像
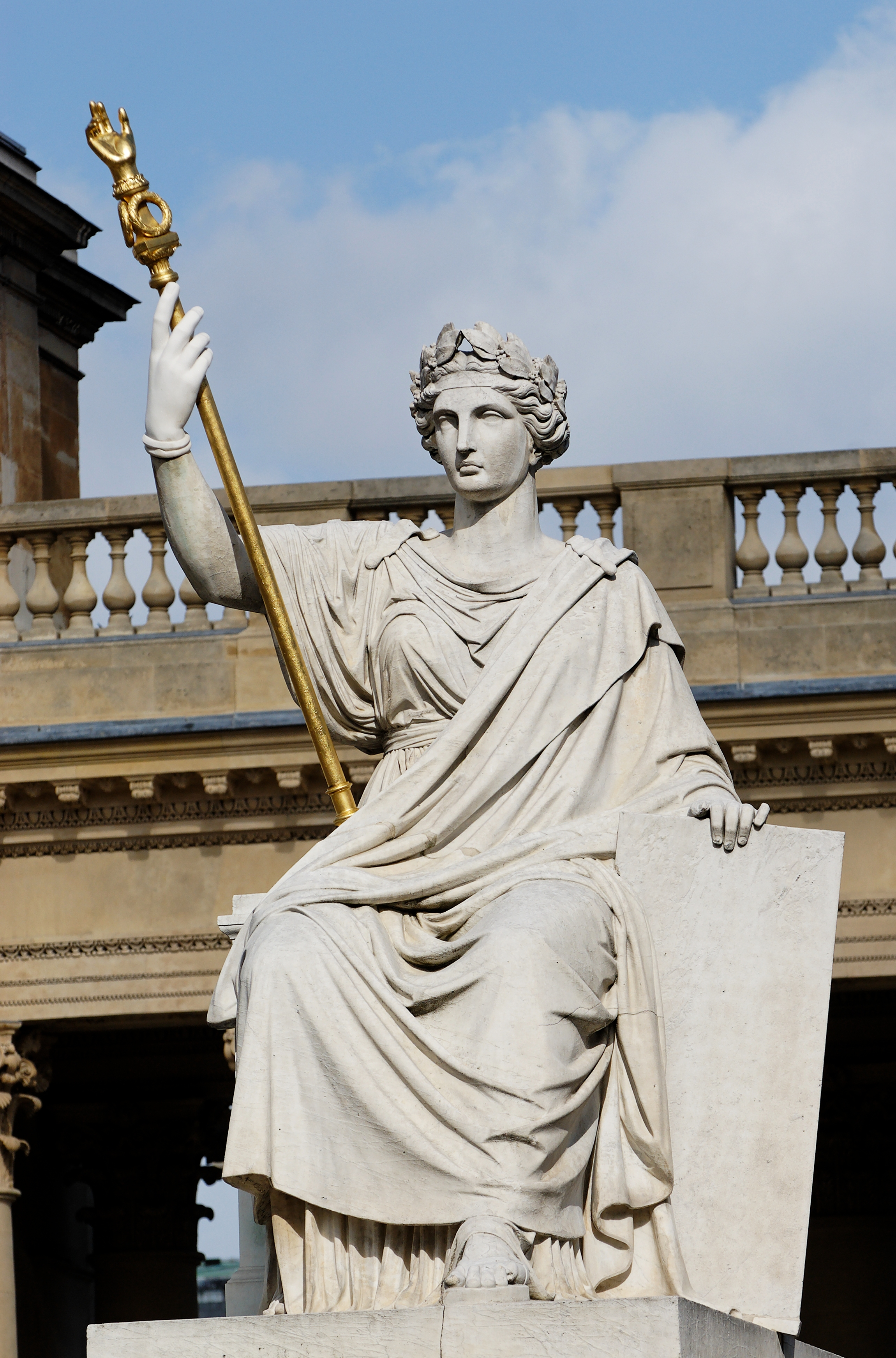
ジャン＝ジャック・フシェル作、 "La Loi"
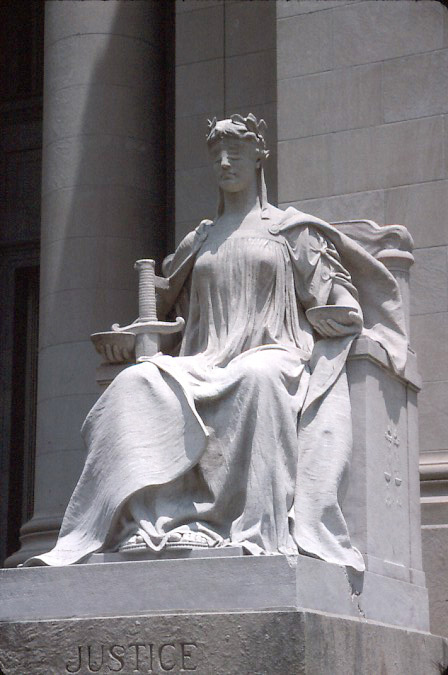
アメリカ・テネシー州メンフィスの裁判所にある像。
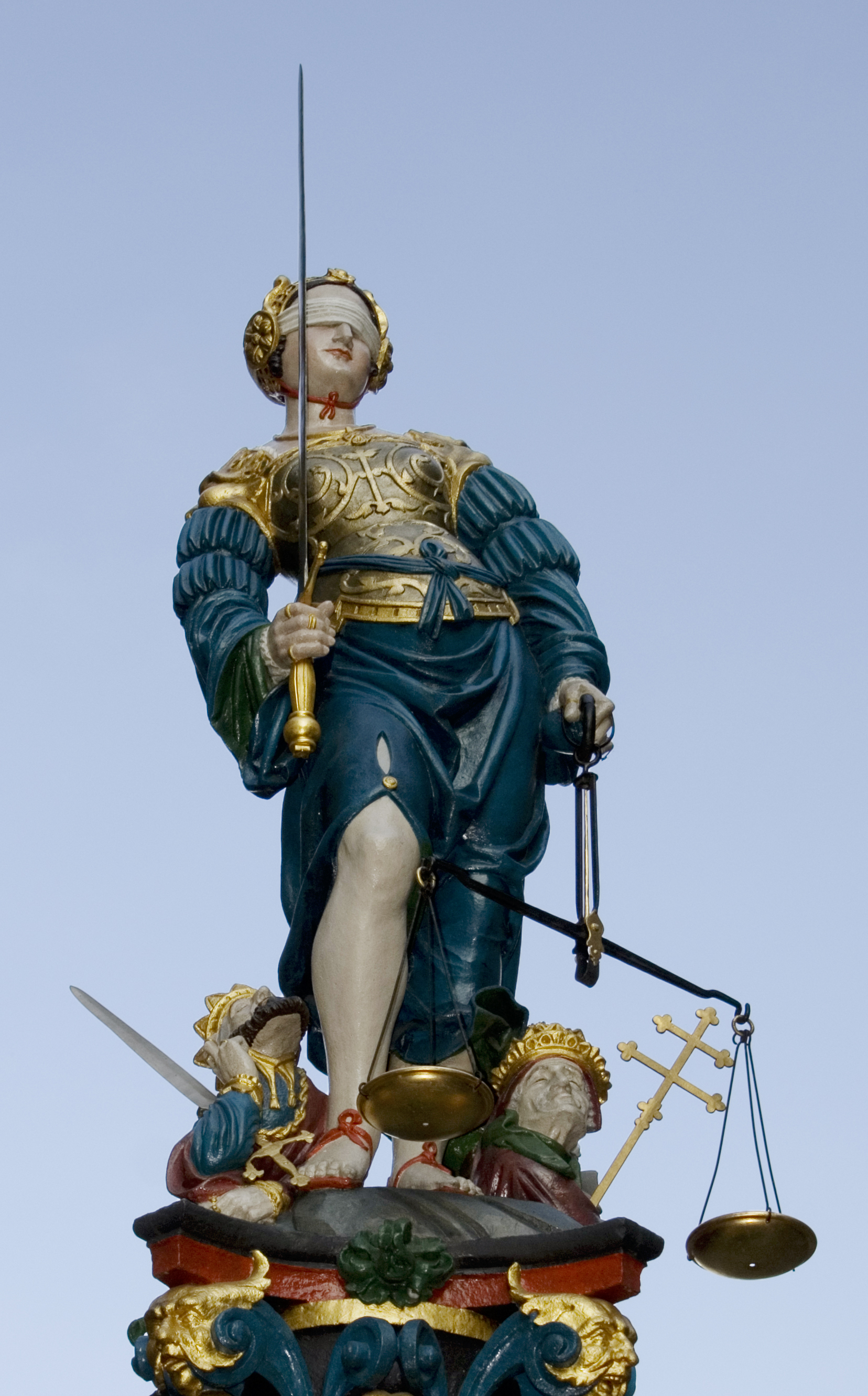
スイス・ベルンのテミス像。 剣と鎧で武装し足に悪魔を踏む。最初の目隠しをした姿の像といわれる。1543年、en:Hans_Gieng 作。
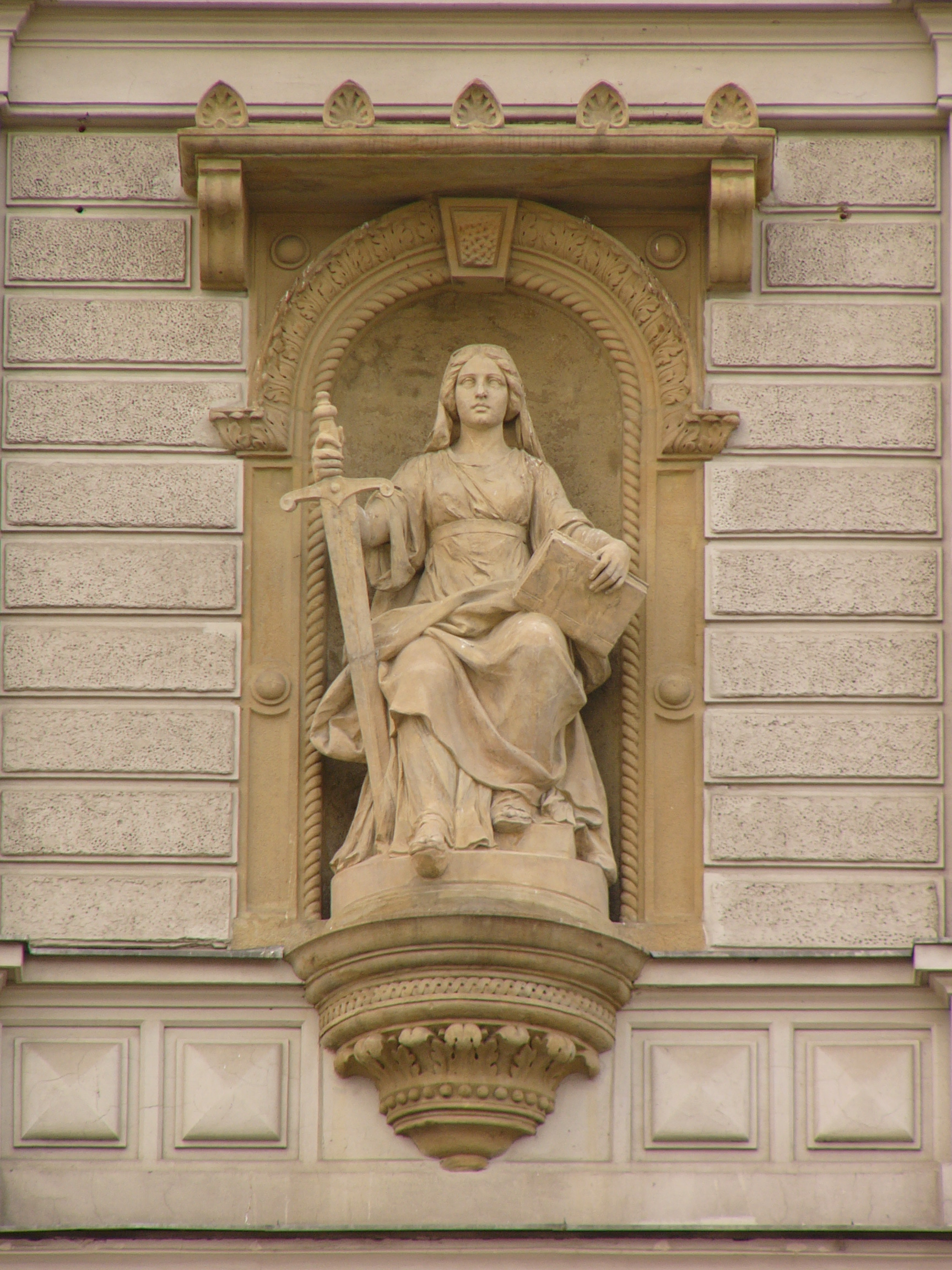
チェコのオロモウツにある19世紀の彫刻「法の権威」。目隠しなし、天秤なし。左手には書物を持つ。
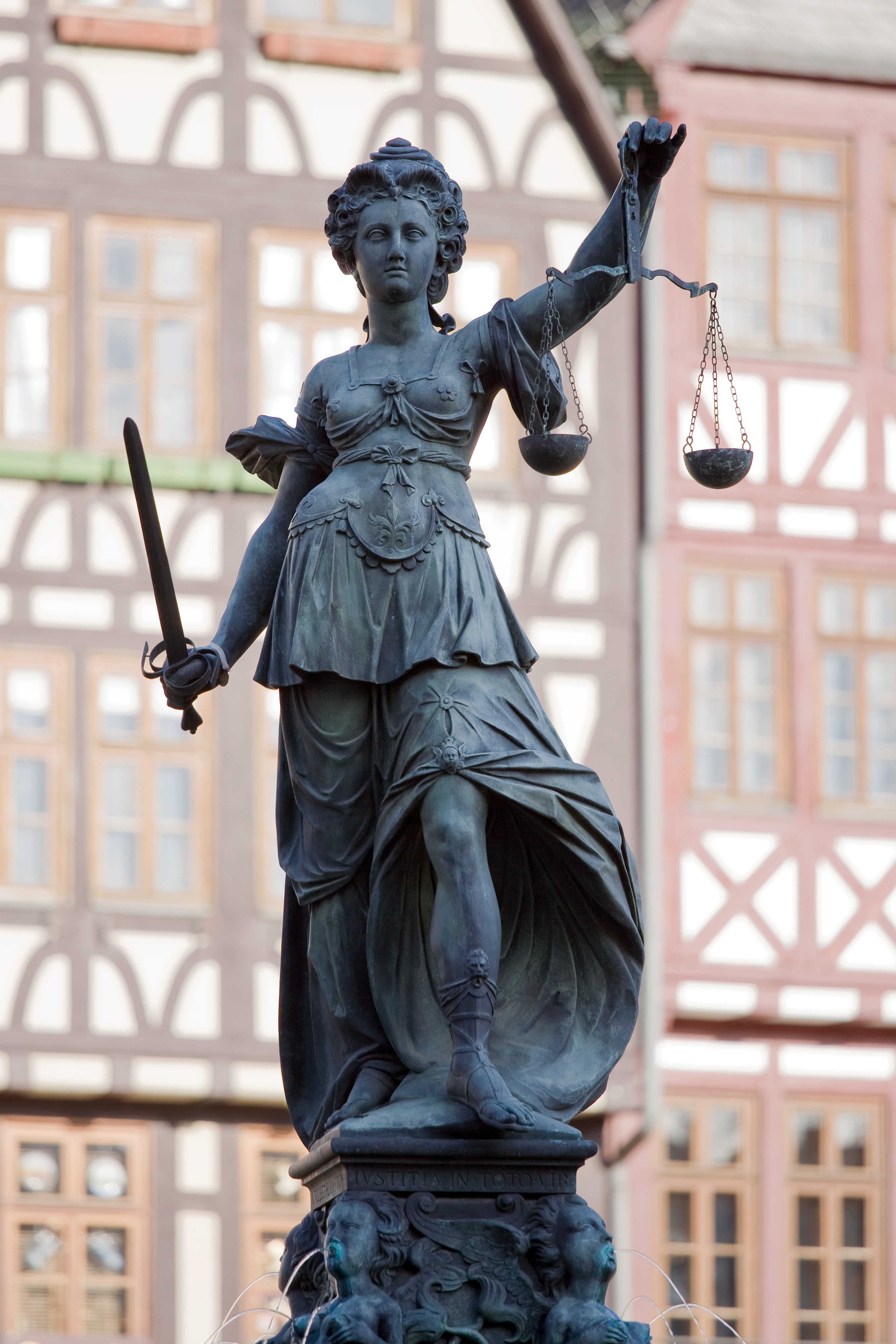
フランクフルト（ドイツ）のユースティティア像
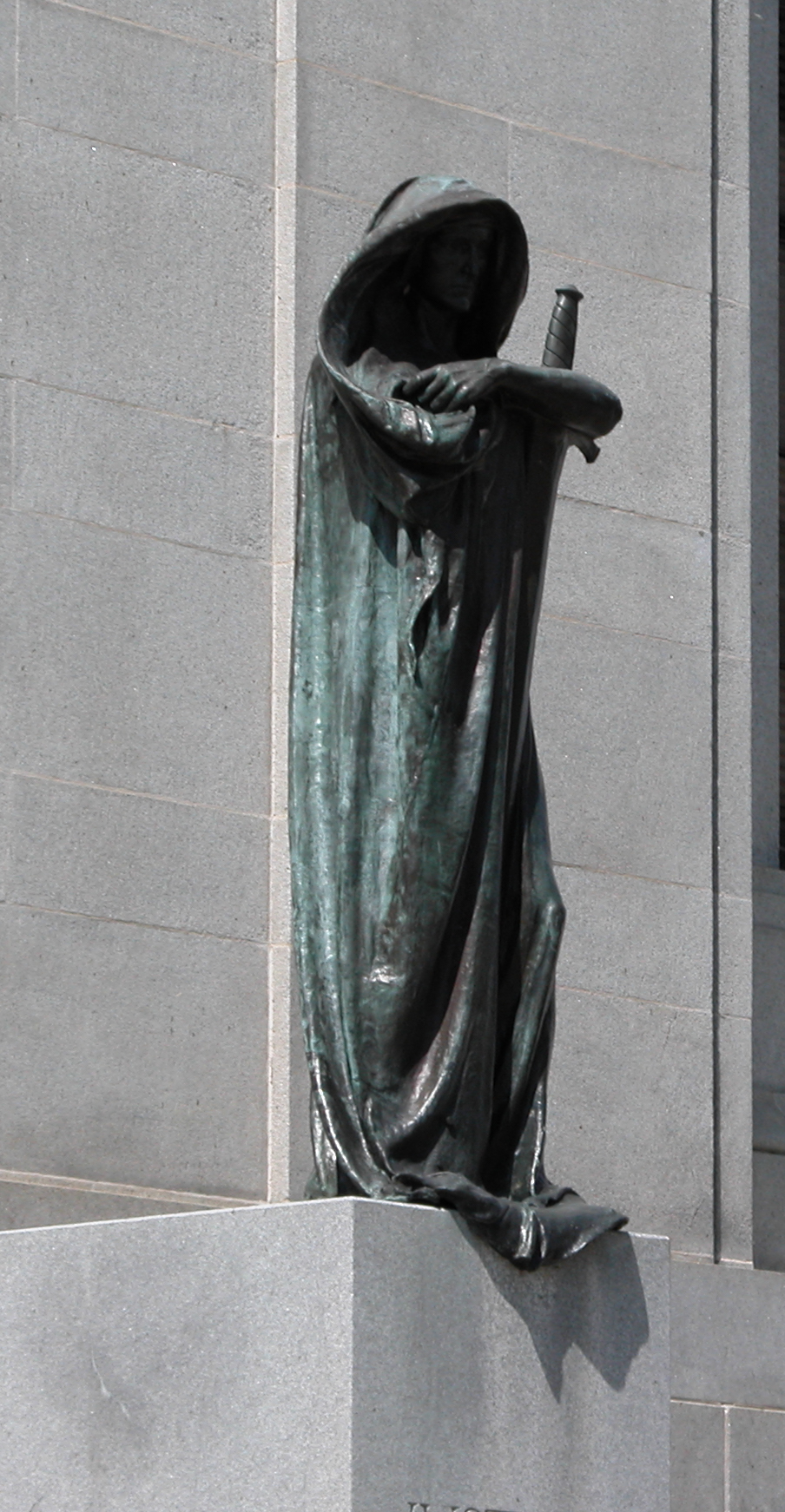
カナダ最高裁判所のテミス像
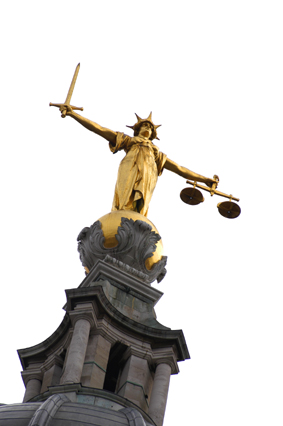
ロンドン中央刑事裁判所（イギリス）
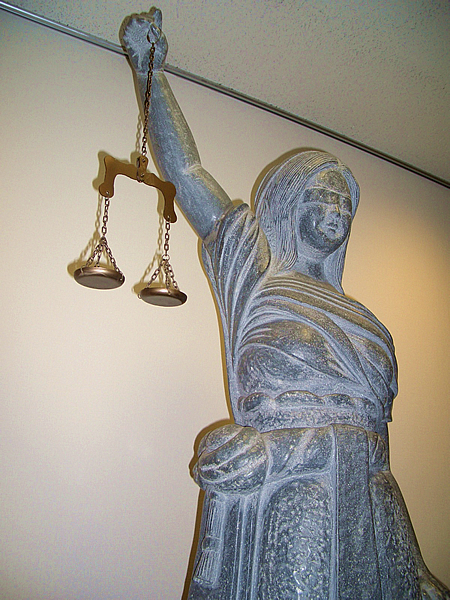
伊藤塾東京校（渋谷区桜丘町）にあるテミス像
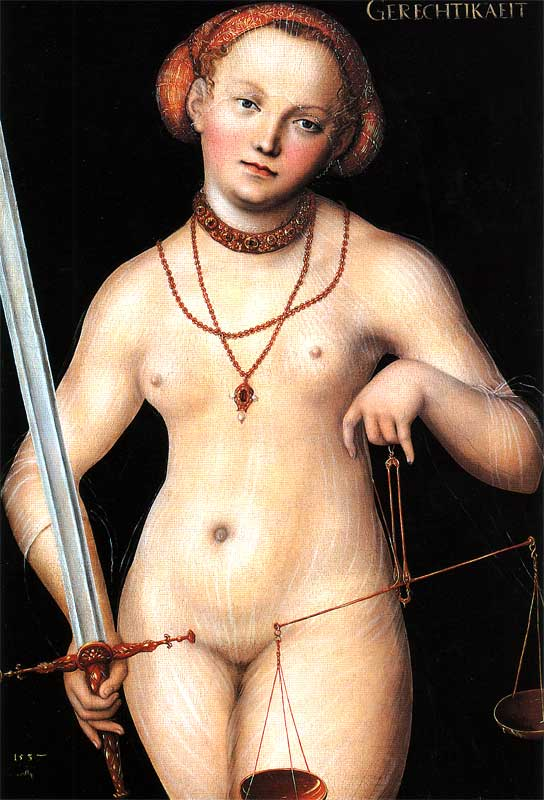
1537年作
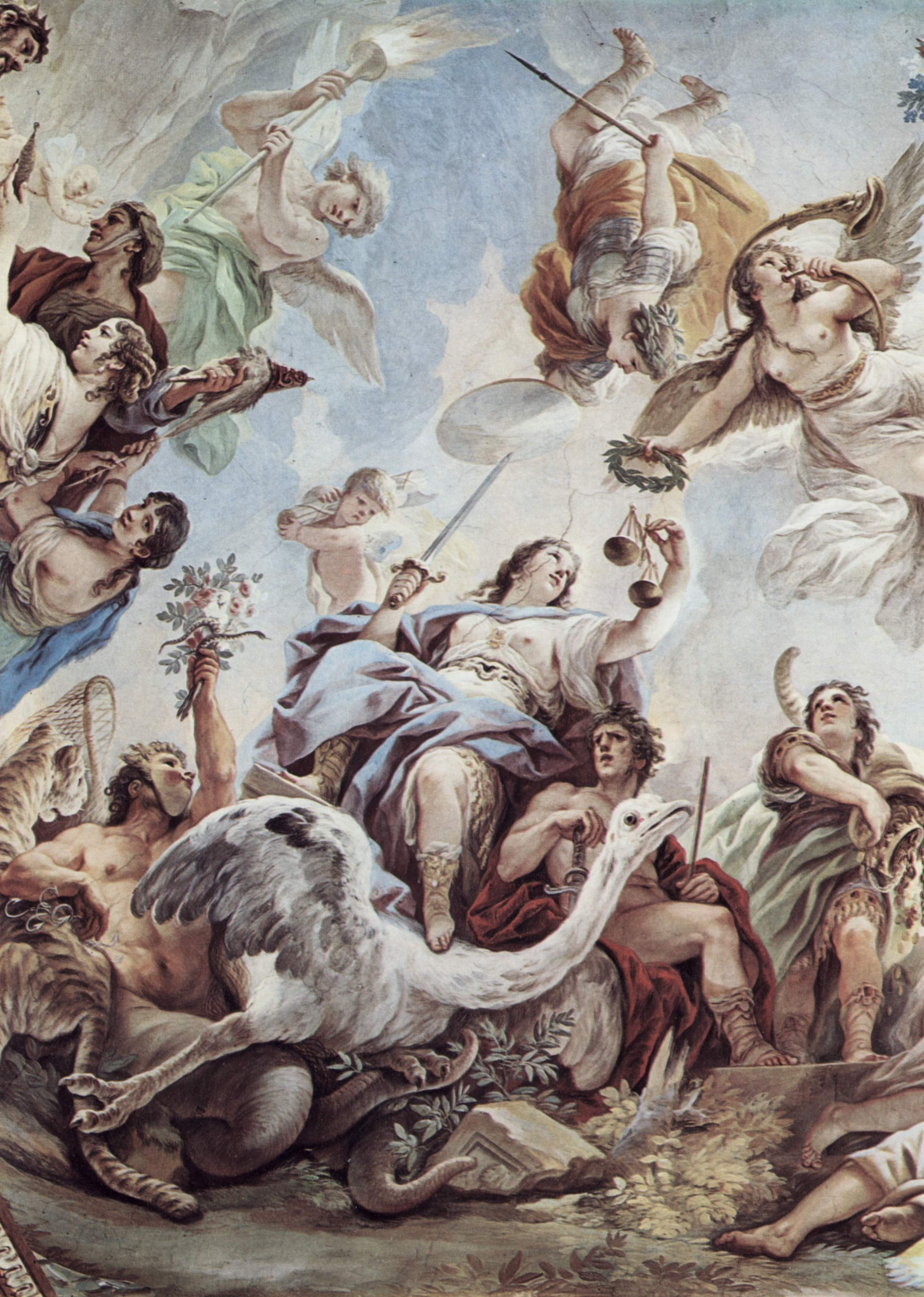
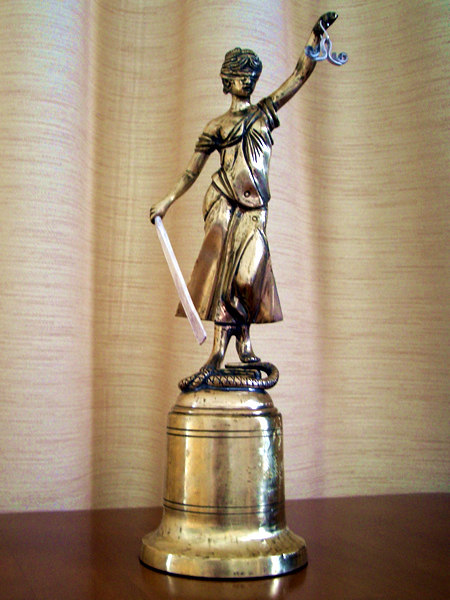
1890年代のテミス像
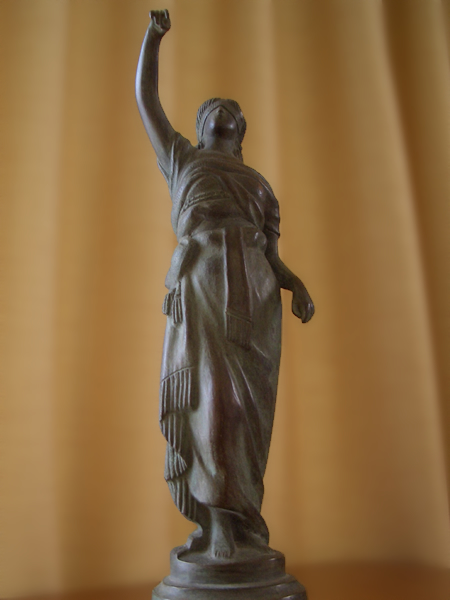
1920年代のテミス像
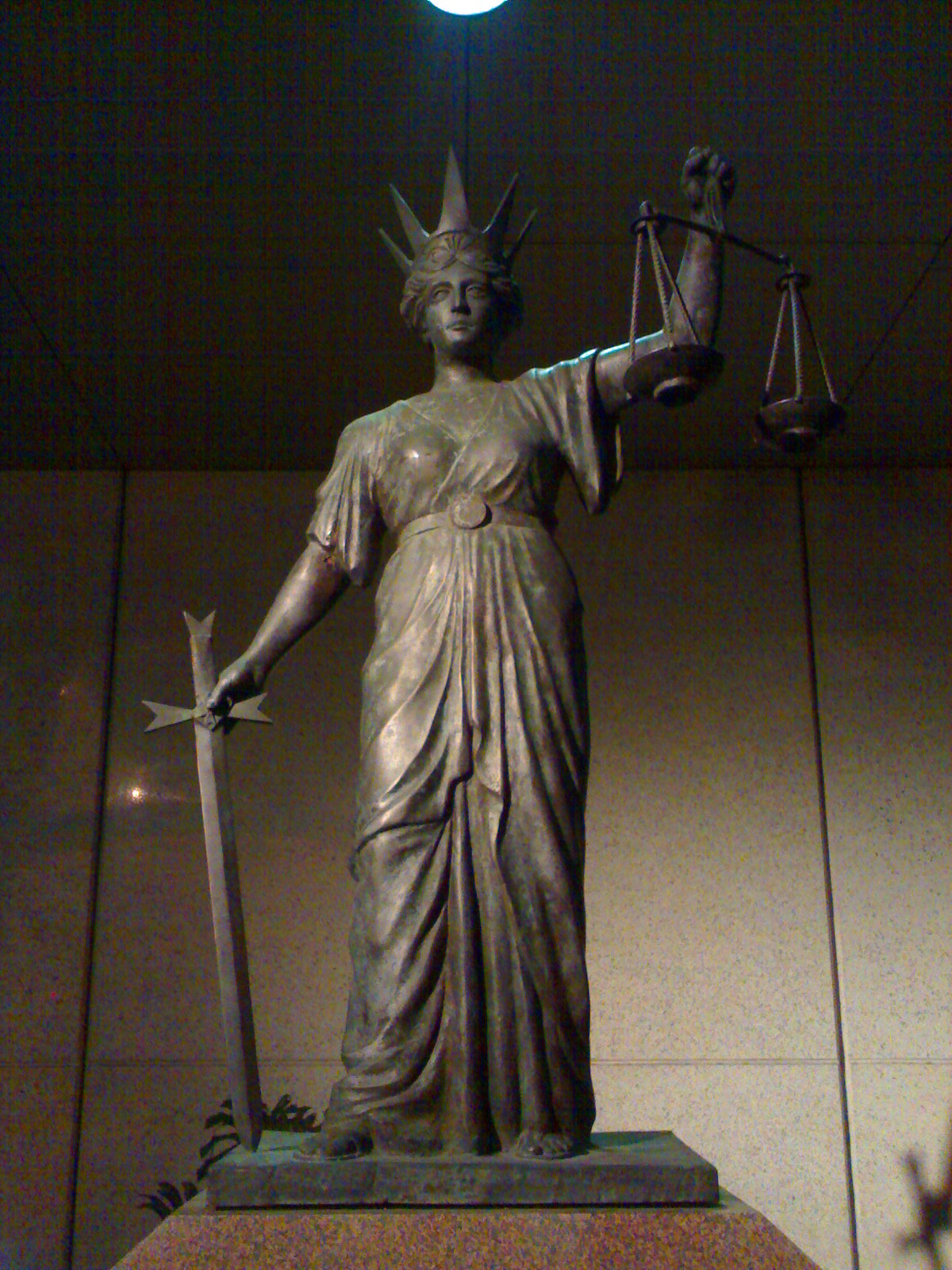
オーストラリア
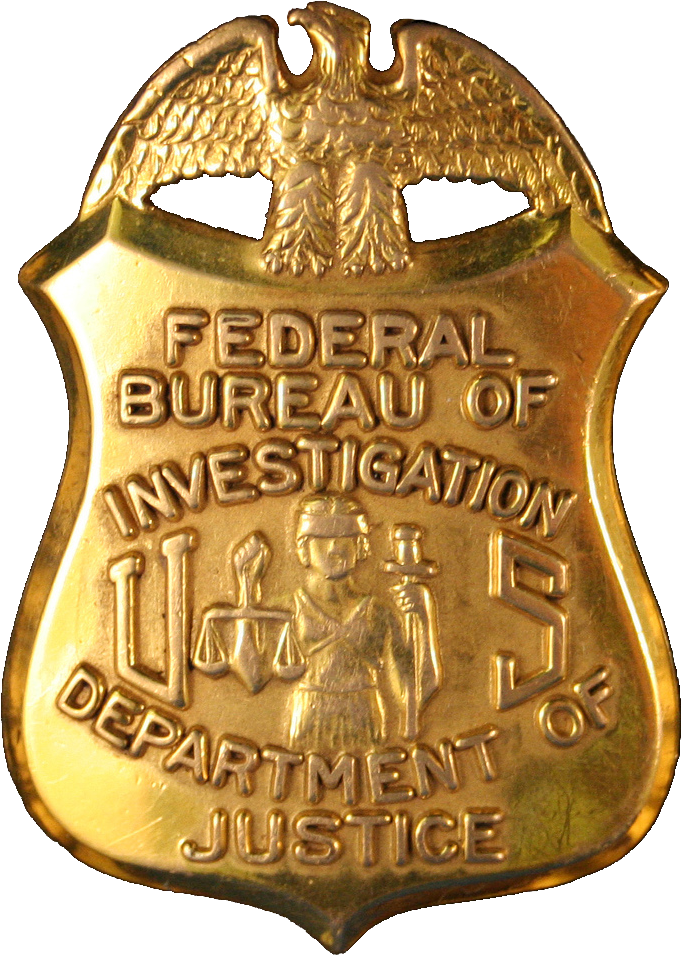
アメリカ・連邦捜査局の特別捜査官章中央（US章の間）に描かれた正義の女神像